# Daian-ji

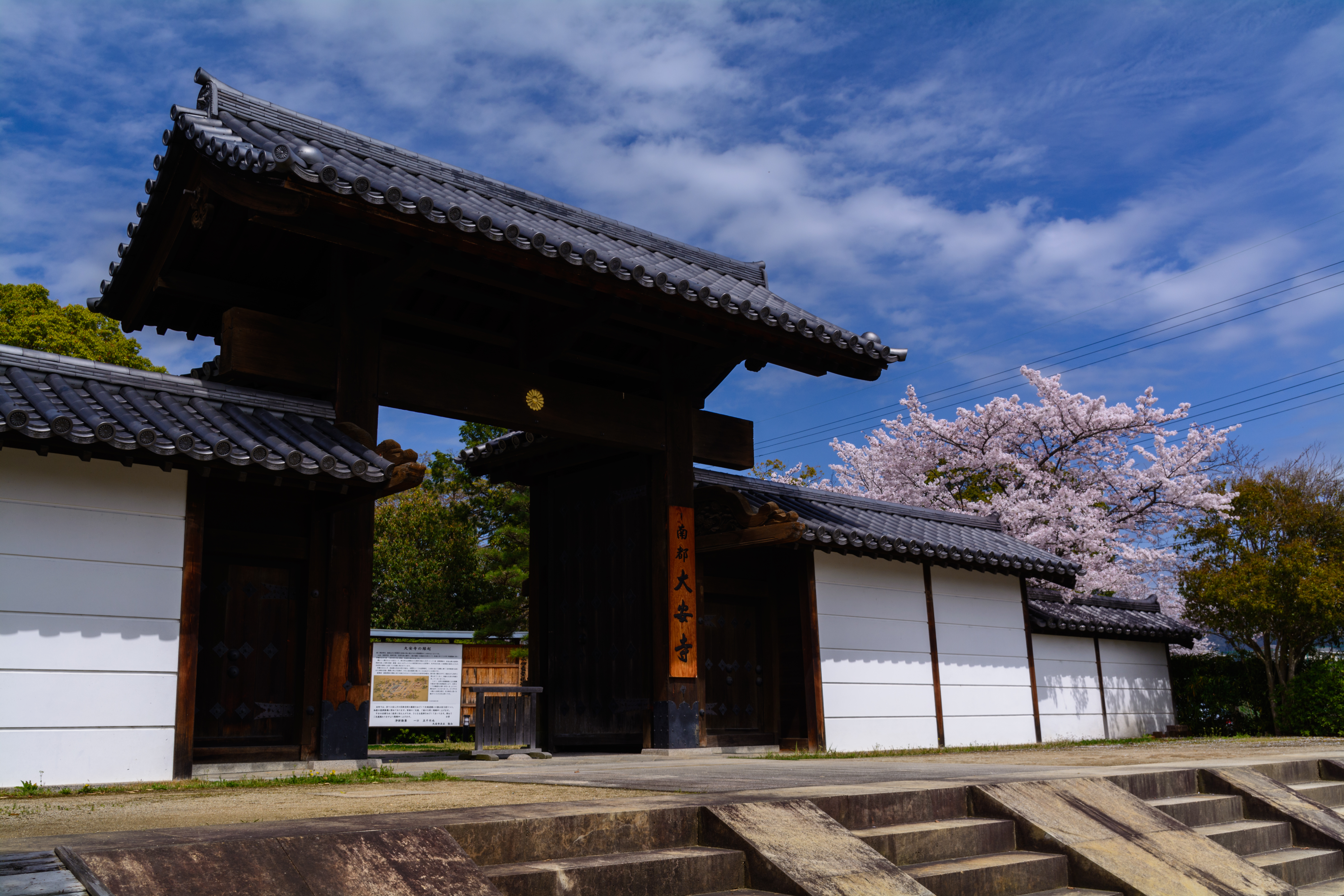
La porte sud.

Le Daian-ji (大安寺), fondé durant la période Asuka est un des sept grands temples de Nara au Japon.

## Histoire
Le Nihon Shoki rapporte la fondation du Kudara Dai-ji (百済大寺), prédécesseur du Daian-ji, en 639 durant le règne de l'empereur Jomei. Une pagode à huit étages a été ajoutée peu de temps après. Après qu'il a été déplacé durant le règne de l'empereur Temmu, les fouilles ont mis au jour les fondations du site du Daikandai-ji (大官大寺), comme il était alors appelé, sept cents mètres au sud du mont Kagu.
Comme le Yakushi-ji et le Gangō-ji, le temple a été déplacé dans la nouvelle capitale de Heijō-kyō vers 716-717 et reconstruit sous le nom de Daian-ji en 729. Il a perdu de son importance quand la capitale a de nouveau été déplacée à Kyoto à la fin de l'époque de Nara. Une succession d'incendies, un typhon en 1459 et des tremblements de terre en 1585 et 1596 ont pratiquement détruit l'ensemble du temple. Les socles de pierre des anciennes pagodes jumelles ont été retirés pour être réutilisés à Kashihara-jingū en 1889, tandis que les ruines des autres bâtiments se trouvent dans les propriétés adjacentes.

## Trésors
Le temple abrite neuf statues appartenant à un style connu sous le nom « Daianji-yoshiki », mais la célèbre statue de Sakyamuni, décrite au XIIe siècle par Oe no Chikamichi dans le Shichidaiji Junrei Shiki comme étant la plus belle œuvre de Nara, est à présent perdue,. Les statues de l'époque de Nara qui a suivi sont classées bien culturel important : une Jūichimen Kannon, une Senjū Kannon, une Fukūkensaku Kannon, une Yōryū Kannon, une Shō Kannon et un ensemble de quatre rois célestes. Les archives du temple datant de l'ère Tenpyō (747) ont également été classées bien culturel important et sont maintenant conservées à la préfecture de Chiba.